# Stagno di Li Cucutti
Lo stagno di Li Cucutti è una zona umida situata in prossimità della costa nord-orientale della Sardegna.
Appartiene amministrativamente al comune di Budoni.